# Хохлово Барское
Хохлово Барское — деревня в Гдовском районе Псковской области России. Входит в состав городского поселения «Гдов» Гдовского района.
Расположена в 3 км к северу от Гдова на автодороге Гдов — Сланцы (Р60).

## Население
Численность населения деревни по оценке на 2000 год составляет 13 жителей, по переписи 2021 года — 8 жителей.

## История
До 2005 года деревня входила в состав ныне упразднённой Гдовской волости.